# Biarrotte
Biarrotte (okzitanisch: Biarròta) ist eine französische Gemeinde mit 350 Einwohnern (Stand: 1. Januar 2022) im Département Landes in der Region Nouvelle-Aquitaine. Sie gehört zum Arrondissement Dax und zum Kanton Seignanx. 

## Geographie
Die Gemeinde Biarrotte liegt 19 Kilometer nordöstlich von Bayonne und 24 Kilometer südwestlich von Dax. Umgeben wird Biarrotte von den Nachbargemeinden Saint-Martin-de-Hinx im Norden, Sainte-Marie-de-Gosse im Osten, Saint-Laurent-de-Gosse im Süden sowie Biaudos im Westen.

## Bevölkerungsentwicklung
| Jahr                       | 1962 | 1968 | 1975 | 1982 | 1990 | 1999 | 2006 | 2014 | 2021 |
| -------------------------- | ---- | ---- | ---- | ---- | ---- | ---- | ---- | ---- | ---- |
| Einwohner                  | 161  | 163  | 179  | 211  | 206  | 226  | 242  | 269  | 345  |
| Quellen: Cassini und INSEE |      |      |      |      |      |      |      |      |      |

## Sehenswürdigkeiten

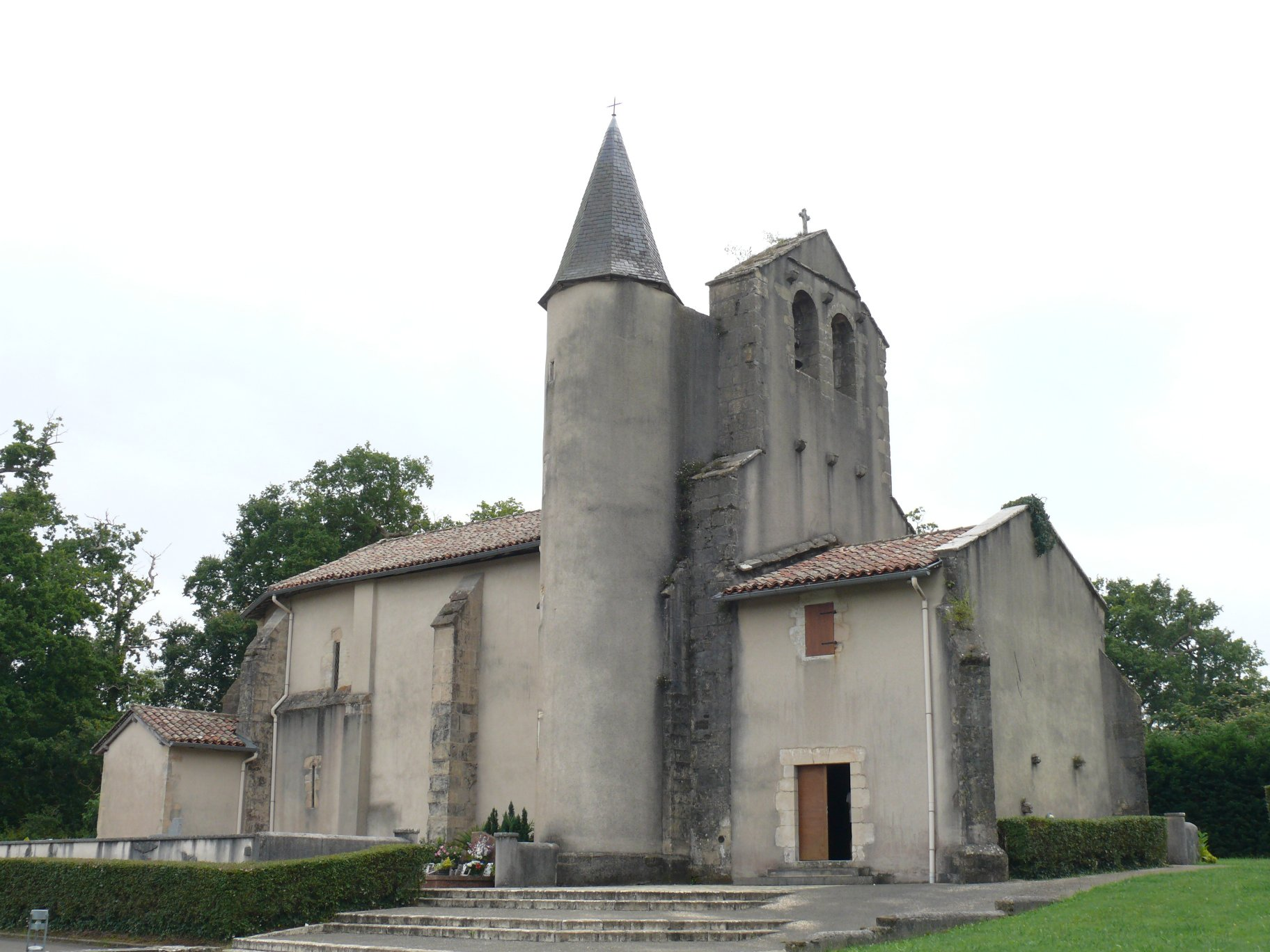
Kirche Saint-Pierre

- Kirche Saint-Étienne, seit 2008 Monument historique
- Schloss Camiade aus dem 18. Jahrhundert